# Альберт Фішер
Альберт Фішер (23 липня 1891, Копенгаген, Данія — 31 липня 1956, Копенгаген, Данія) — данський, американський і німецький біолог, один з перших дослідників у галузі культивування клітин. Член Королівської данської академії наук.

## Біографія
Здобув диплом доктора медицини 1919 року. У 1920—1922 роках працював у Рокфеллерському інституті в Нью-Йорку, де стажувався в лабораторії Алексіса Карреля. У 1922—1926 роках викладав патологічну фізіологію в Копенгагенському університеті. У 1926—1932 роках був дослідником у Біологічному інституті Товариства Кайзера Вільгельма в Берліні. 1932 року повернувся до Данії, де очолив Біологічний інститут Фонду Карлсберг.
Співробітником Фішера в Берліні, а потім у 1932—1939 у Копенгагені був Фріц Ліпман, у майбутньому нобелівський лауреат.
У 1936 році був співпрезидентом 4-го Міжнародного конгресу експериментальної цитології в Копенгагені.
14 квітня 1944 обраний членом Королівської данської академії наук.
Роботі Фішера присвячений 3-хвилинний документальний фільм 1936 року «З майстерні науковця» (дан. Fra videnskabens Værksted), а також фрагмент документального кінорев'ю за 1938 рік.

## Науковий внесок
Наукові дослідження присвячені культивуванню клітин. Серед інших культивував клітини саркоми Рауса, показавши, що вони руйнують кров'яний згусток.
Автор понад 200 наукових праць. Серед них:
- Tissue Culture, Copenhagen-London 1925
- Gewebezüchtung, 2nd ed., Munich 1927 and 3rd ed. 1930;
- Biology of Tissue cells, Copenhagen Cambridge 1946.